# Хлорноватая кислота
Хлорноватая кислота (лат. Acidum chloricum, HClO3) — сильная одноосновная кислота, в которой хлор имеет степень окисления +5. В свободном виде не получена; в водных растворах при концентрации ниже 30 % на холоде довольно устойчива; в более концентрированных растворах распадается:
{\displaystyle {\mathsf {8HClO_{3}\rightarrow 4HClO_{4}+3O_{2}+2Cl_{2}+2H_{2}O}}}
Разложение при хранении:
{\displaystyle {\mathsf {3HClO_{3}\rightarrow HClO_{4}+2ClO_{2}+H_{2}O}}}

## Химические свойства
Хлорноватая кислота — сильный окислитель; окислительная способность увеличивается с возрастанием концентрации и температуры. HClO3 легко восстанавливается до соляной кислоты:
{\displaystyle {\mathsf {HClO_{3}+6HBr\rightarrow 3Br_{2}+3H_{2}O+HCl}}}
В слабокислой среде HClO3 восстанавливается сернистой кислотой H2SO3 до Cl−, но при пропускании смеси SO2 и воздуха сквозь сильнокислый раствор, образуется диоксид хлора:
{\displaystyle {\mathsf {2HClO_{3}+SO_{2}\rightarrow 2ClO_{2}+H_{2}SO_{4}}}}
В 40%-ной хлорноватой кислоте воспламеняется бумага.
В концентрированном растворе разлагается, продукты разложения зависят от температуры процесса:
{\displaystyle {\mathsf {6HClO_{3}\xrightarrow {40-60^{o}C} \ 4ClO_{2}+Cl_{2}O_{7}+3H_{2}O}}}
{\displaystyle {\mathsf {3HClO_{3}\xrightarrow {100^{o}C} \ HClO_{4}+Cl_{2}\uparrow +2O_{2}\uparrow +H_{2}O}}}

## Получение
Хлорноватая кислота образуется при разложении хлорноватистой кислоты, при электролизе растворов хлоридов; в лабораторных условиях получают при взаимодействии хлората бария с разбавленной серной кислотой:
{\displaystyle {\mathsf {Ba(ClO_{3})_{2}+H_{2}SO_{4}\rightarrow BaSO_{4}\downarrow +2HClO_{3}}}}

## Хлораты
Хлорноватой кислоте соответствуют соли — хлораты; из них наибольшее значение имеют хлораты натрия, калия, кальция и магния.
Соли хлорноватой кислоты (хлораты) — сильные окислители, в смеси с восстановителями взрывоопасны.
Многие хлораты ядовиты.